# 石井清登
石井 清登（いしい きよと）は、日本のギタリスト、作詞家・作曲家。
元柳ジョージ&レイニーウッドのメンバー。広島県出身。

## 略歴
崇徳高等学校の同級生だった上綱克彦らと広島を拠点にバンド活動していた1975年に、広島にギタークリニックに来た柳ジョージとセッション後上京し、柳ジョージ&レイニーウッドのギタリストとして参加したが、1981年に行われた日本武道館のコンサートを以て解散した。
バンド解散後、上綱らと「THE WOOD」として、柳に代わるボーカリストを補充し活動を続け2枚のアルバムを出したがその後解散。
2005年4月、1日だけオリジンナルメンバーでの復活ライブが横浜で行われた。